# アントニオ・リベラ
アントニオ・リベラ（Antonio Rivera、1963年12月5日 - 2005年4月24日）は、プエルトリコの男性プロボクサー。リオ・ピエドラ出身。元IBF世界フェザー級王者。

## 来歴
1981年2月26日、プロデビュー。初回TKO勝ちで白星でデビューを飾った。
1983年2月12日、オルランド・ペレスとプエルトリコスーパーバンタム級王座決定戦を行い、12回判定勝ちで王座獲得に成功した。
1984年9月1日、ファン・ベロンと対戦し11回TKO負けで初防衛に失敗し王座から陥落した。
1985年10月5日、サンフアンでWBCアメリカ大陸フェザー級王者アーヴィング・ミッチェルと対戦し6回TKO勝ちで王座獲得に成功した。
1986年8月30日、世界初挑戦を韓国烏山市の市民会館でIBF世界フェザー級王者丁起栄と対戦し、10回1分36秒TKO勝ちを収め王座獲得に成功した。
1988年1月23日、怪我のブランクで1年5か月振りの試合をフランスソンム県ガマシュのパライス・デ・スポーツで32戦全勝のカルビン・グローブと対戦し4回2分15秒TKO負けで初防衛に失敗し王座から陥落した。
1989年12月9日、イタリアアブルッツォ州テーラモでファン・モリーナの返上で空位になったWBO世界スーパーフェザー級王座決定戦をカメル・ブ・アリと対戦し3回にダウンを奪うも、8回に痛烈なダウンを奪われレフェリーはカウントを途中でストップ。逆転で2階級制覇に失敗した。
1991年9月14日、南アフリカヨハネスブルグのスタンダード・バンク・アリーナでWBO世界ライト級王者ディンガン・トベラと対戦し12回0-3の判定負けでまたしても2階級制覇に失敗した。
1993年9月24日、イタリアローマのパラスポートでWBO世界ライト級王者ジョバンニ・パリージと対戦し12回0-3の判定負けでまたしても王座獲得に失敗した。
1996年4月13日、ドイツ・ハンブルクのスポッザーレでオスカー・デ・ラ・ホーヤの返上で空位になったWBO世界ライト級王座決定戦をアルツール・グレゴリアンと対戦し最終12回2分23秒KO負けの完敗で王座獲得に失敗した。
1998年2月27日の試合を最後に一旦現役を引退。
2002年8月30日、4年6か月振りの復帰戦をジョニー・ベレンチンと対戦し初回KO勝ちを最後に現役を引退した。
その後は持病の喘息と戦い続けるも2005年4月24日、喘息の発作で急死した。41歳没。その後サンフアンのスポーツパビリオンに葬られている。

## 獲得タイトル
- プエルトリコスーパーバンタム級王座
- WBCアメリカ大陸フェザー級王座
- 第3代IBF世界フェザー級王座（防衛0度）